# Mádia (distrito)
Mádia (em árabe: Mahdia) é um distrito localizado na província de Tiaret, Argélia. Sua capital é a cidade de mesmo nome.[carece de fontes?]

## Comunas
O distrito está dividido em quatro comunas:
- Mádia
- Aïn Zarit
- Nadorah
- Sebaïne